# Mencshely
Mencshely [menčhej] je obec v Maďarsku v župě Veszprém, spadající pod okres Veszprém. Nachází se asi 24 km jihozápadně od Veszprému. V roce 2015 zde žilo 223 obyvatel. Dle údajů z roku 2011 tvoří 93,5 % obyvatelstva Maďaři a 11,7 % Romové, přičemž 6,5 % obyvatel se ke své národnosti nevyjádřilo.

## Sousední obce
| Růžice kompasu | Nagyvázsony   | Vöröstó  | Barnag  | Růžice kompasu |
| Růžice kompasu | Óbudavár      | Sever    | Pécsely | Růžice kompasu |
| Růžice kompasu | Óbudavár      | Márkó    | Pécsely | Růžice kompasu |
| Růžice kompasu | Óbudavár      | Jih      | Pécsely | Růžice kompasu |
| Růžice kompasu | Balatoncsicsó | Dörgicse | Vászoly | Růžice kompasu |